# تشوه وعائي
التشوه الوعائي (بالإنجليزية: Vascular malformation)‏ هو عبارة عن شذوذ في الأوعية الدموية، هناك العديد من الأنواع، ولكن الأكثر شيوعًا هو التشوه الشرياني الوريدي،وقد يسبب مشاكل جمالية كما، يحتوي على دورة نمو ويمكن أن يستمر النمو طوال الحياة.